# Жуково (Архангельская область)
Жу́ково — опустевшая деревня в Ленском районе Архангельской области. Входит в состав Сафроновского сельского поселения.

## География
Находится в юго-восточной части Архангельской области на расстоянии приблизительно 29 км на юго-запад по прямой от административного центра района села Яренск, на острове Харлов в пойме Вычегды.

## История
В 1859 году здесь (деревня Яренского уезда Вологодской губернии) было учтено 7 дворов.

## Население
Численность населения: 42 человека (1859 год), 0 как в 2002 году, так и в 2010.

## Памятники
В деревне находится охраняемый памятник истории и культуры Архангельской области — дом Попова (1861 год).